# Chief Service Delivery Officer
Der Chief Service Delivery Officer (CSDO) ist in der Regel der Verantwortliche für den Bereich IT Service Management und zeichnet für die Erbringung von Services hauptsächlich in der IT verantwortlich. 
Dazu gehören Bereiche wie ITIL und ISO 20000, organisatorische und prozessuale Sicherstellung der Leistungserbringung und kontinuierliche Verbesserung. Der CSDO ist verantwortlich für Durchführung, Einhaltung und Entwicklung von IT Service Management. Diese Berufskategorie ist im Top-Management-Bereich anzusiedeln und oftmals direkt der Konzernleitung unterstellt.
Auch die Entwicklung von Kennzahlensystemen, die Ausgestaltung der IT Governance sowie Themen wie COBIT, Sarbanes-Oxley Act (SAS 70) und Change Management gehören zu seinen Aufgaben und machen seine Rolle in der IT unabdingbar.